# Dallas Cowboys 2003
La stagione 2003 dei Dallas Cowboys è stata la 44ª della franchigia nella National Football League. La squadra assunse l'allenatore futuro membro della Pro Football Hall of Fame Bill Parcells che la guidò alla prima stagione con un record vincente in cinque anni, incluse tre consecutive con un bilancio di 5-11.

## Calendario

### Stagione regolare
| Turno | Data               | Avversario              | Risultato          | Ora TV             | Pubblico           |
| ----- | ------------------ | ----------------------- | ------------------ | ------------------ | ------------------ |
| 1     | 7/9/2003           | Atlanta Falcons         | S 27–13            | FOX 4:00pm         | 64,104             |
| 2     | 15/9/2003          | at New York Giants      | V 35–32            | ABC 9:00pm         | 78,907             |
| 3     | Settimana di pausa | Settimana di pausa      | Settimana di pausa | Settimana di pausa | Settimana di pausa |
| 4     | 28/9/2003          | at New York Jets        | V 17–6             | FOX 4:00pm         | 77,863             |
| 5     | 5/10/2003          | Arizona Cardinals       | V 24–7             | FOX 1:00pm         | 63,601             |
| 6     | 12/10/2003         | Philadelphia Eagles     | V 23–21            | FOX 1:00pm         | 63,648             |
| 7     | 19/10/2003         | at Detroit Lions        | V 38–7             | FOX 1:00pm         | 61,160             |
| 8     | 26/10/2003         | at Tampa Bay Buccaneers | L 16–0             | FOX 1:00pm         | 65,602             |
| 9     | 2/11/2003          | Washington Redskins     | V 21–14            | FOX 4:00pm         | 64,002             |
| 10    | 9/11/2003          | Buffalo Bills           | V 10–6             | CBS 4:00pm         | 63,770             |
| 11    | 16/11/2003         | at New England Patriots | S 12–0             | ESPN 8:30pm        | 68,436             |
| 12    | 23/11/2003         | Carolina Panthers       | W 24–20            | FOX 1:00pm         | 63,871             |
| 13    | 27/11/2003         | Miami Dolphins          | S 40–21            | CBS 4:00pm         | 64,110             |
| 14    | 7/12/2003          | at Philadelphia Eagles  | S 36–10            | FOX 1:00pm         | 69,773             |
| 15    | 14/12/2003         | at Washington Redskins  | V 27–0             | FOX 4:00pm         | 70,284             |
| 16    | 21/12/2003         | New York Giants         | V 19–3             | FOX 1:00pm         | 64,118             |
| 17    | 28/12/2003         | at New Orleans Saints   | S 13–7             | FOX 1:00pm         | 68,451             |

### Playoff
| Turno     | Ora      | Avversario        | Risultato | Risultato | Stadio           | TV |
| Turno     | Ora      | Avversario        | Punteggio | Record    | Stadio           | TV |
| --------- | -------- | ----------------- | --------- | --------- | ---------------- | -- |
| Wild card | 8.00 EST | Carolina Panthers | S 10-29   | 10-7      | Ericsson Stadium |    |